# Lestinogomphus
Lestinogomphus é um género de libelinha da família Gomphidae.
Este género contém as seguintes espécies:
- Lestinogomphus africanus
- Lestinogomphus angustus
- Lestinogomphus bivittatus
- Lestinogomphus congoensis
- Lestinogomphus matilei
- Lestinogomphus minutus
- Lestinogomphus silkeae